# San Lorenzo in Damaso (församling)
San Lorenzo in Damaso är en församling i Roms stift.
Till församlingen San Lorenzo in Damaso hör följande kyrkobyggnader:
- San Lorenzo in Damaso
- Nostra Signora del Sacro Cuore
- San Girolamo della Carità
- San Pantaleo
- Sant'Agnese in Agone
- Santa Caterina della Rota
- Santa Maria in Monserrato degli Spagnoli
- Santa Maria in Monterone
- Santi Giovanni Evangelista e Petronio dei Bolognesi
- Natività di Nostro Signore Gesù Cristo degli Agonizzanti
- San Tommaso di Canterbury
- Sant'Eligio degli Orefici
- Santa Brigida a Campo dei Fiori
- Santa Caterina da Siena a Via Giulia
- Santa Maria dell'Orazione e Morte
- Santa Maria della Quercia
- Santissimo Sacramento e Cinque Piaghe